# Mestre Fuleiro
Antônio dos Santos, mais conhecido como Mestre Fuleiro, (Rio de Janeiro, 27 de novembro de 1912 – Rio de Janeiro, 6 de fevereiro de 1997) foi um compositor, sambista, jongueiro e estivador brasileiro, foi um dos fundadores do G.R.E.S. Império Serrano; pela qual foi Diretor de Harmonia por mais de 50 anos sempre desfilando na tradicional "ala das baianas". Ele é considerado como uma das mais importantes personalidades do Carnaval Carioca de sua época.

## Biografia
Nascido no Andaraí, bairro da Zona Norte da cidade do Rio de Janeiro; ainda jovem mudou-se para o Morro da Serrinha, em Madureira (Rio de Janeiro), onde, em 23 de março de 1947, juntamente com Mano Décio da Viola, Silas de Oliveira e outros, cria a escola de samba Império Serrano, a partir de uma dissidência da escola de samba Prazer da Serrinha.
Em 1952 compõe para a Império Serrano o samba-enredo "Ana Néri ou Homenagem à Medicina Brasileira", em parceria com Penteado e Mano Décio da Viola. Ainda como compositor, Mestre Fuleiro já teve suas canções gravadas por diferentes cantores como Beth Carvalho, Moacyr Luz, Dona Ivone Lara, Fabiana Cozza e Leci Brandão; as músicas mais conhecidas são Vapor da Paraíba, Tiê, Tantas Primaveras, O Que Seus Olhos Tem, Vejo Em Teus Lábios Risos e Não Me Perguntes.
Mestre Fuleiro, junto com Mestre Darcy (Darcy Monteiro, o Darcy do Jongo), foi um dos responsáveis em manter as tradições do Jongo da Serrinha, que aprendeu com sua mãe Teresa. Para ele era preciso que se ensinasse tanto o jongo tradicional, quanto o jongo espetáculo, para isto ele também introduziu outros instrumentos que no jongo tradicional não eram utilizados; como o violão, como justificativa Fuleiro afirmava que o jongo tradicional do passado não havia instrumentos desse tipo porque os escravos não sabiam tocá-los,  por isso só usavam tambores. Estas modernizações eram necessárias para se atrair gerações mais jovens ao jongo como forma de não permitir que este estilo de dança afro-brasileira deixar de existir.
Faleceu em 1997, devido a uma insuficiência respiratória. Foi sepultado no cemitério de Irajá, bairro da Zona Norte da cidade do Rio de Janeiro. A quadra do Império Serrano foi oferecida ao velório, mas a família recusou a oferta argumentando que isto impediria o último ensaio da escola de samba antes do Carnaval de 1997, que aconteceria três dias depois.
Mestre Fuleiro era primo de Dona Ivone Lara, a primeira mulher a assinar um samba-enredo. Ele ajudou sua prima a fazer parte da ala de compositores da escola Império Serrano, quando na época essa atribuição era tradicionalmente desempenhada por homens; em um ardil premeditado entre os dois, de inicio Fuleiro apresentou na ala dos compositores da Império Serrano os sambas compostos por Dona Ivone como se fossem de autoria dele, e somente alguns tempos depois, quando as canções tiveram ampla aceitação, foi que ele revelou como sendo de sua prima a autoria de tais composições.

## Homenagens
Em sua homenagem, em Madureira, a Rua Lambari, na qual Mestre Fuleiro residia no Morro da Serrinha, passou a ser denominada como Rua Antônio dos Santos.
O nome de Mestre Fuleiro é citado na canção "Império e Portela", interpretada por Diogo Nogueira, samba autoral inédito do seu álbum "MunduÊ" lançado em 2017, em edição da gravadora Universal Music.